# Mintändare
Mintändare används för att armera minor av olika slag. En mina utan sin mintändare fastsatt på minan är transportsäkrad. Mintändare fungerar på olika sätt beroende på dess konstruktion och mekanism. Men något som alla mintändare har gemensamt är att de behöver yttre påverkan för att kunna detonera eller med hjälp av tråd, pentylstubin, elektrisk detonator. Vissa innehåller ett så kallat röjningsskydd för att förhindra att man ska kunna återsäkra eller återanvända minan. En mina som har röjningsskydd skall man spränga på plats för att förhindra att den detonerar.
Det förekommer så kallade blindgångare av mintändare. Detta innebär att mintändaren inte detonerat, fast den har blivit utsatt för yttre påverkan av något slag. Men detta är p.g.a. att mintändaren har blivit gammal eller att mekanismen inuti mintändaren har gått sönder.
För mer information om hur mintändare fungerar se:
- Stridsvagnsmintändare 4
- Mintändare 15
- Mintändare 16
- Bryttändare